# L'Homme au crâne rasé (film)
Pour les articles homonymes, voir L'Homme au crâne rasé.
Pour plus de détails, voir Fiche technique et Distribution.
L’Homme au crâne rasé (De man die zijn haar kort liet knippen) est un film belge réalisé par André Delvaux, d'abord diffusé à la télévision en 1965 puis sorti en salles en 1966.

## Synopsis
Passif et maladroit, l'avocat Govert Miereveld, qui enseigne aussi dans une école de jeunes filles, tombe éperdument amoureux de l'une de ses élèves, la jolie Fran. Troublé et déprimé, il quitte son emploi et déménage dans une petite bourgade avec femme et enfants. Cependant, dans le cadre de ses activités juridiques, il est contraint d'assister à une autopsie éprouvante qui va précipiter son dérèglement mental. Miereveld finit à l'asile, où il ne cesse de se demander s'il a ou non tué celle qu'il aimait.

## Commentaire
La sécheresse d'un synopsis reflète mal l'architecture subtile du film qui joue avec les perceptions changeantes de la réalité – rêve ou pathologie ? –, conduisant imperceptiblement le spectateur du cartésianisme le plus maniaque jusqu'aux confins de l'irrationnel. Cette transcendance du réel situe résolument l'œuvre dans la mouvance du réalisme magique flamand, lui-même lié au surréalisme.
Aujourd'hui, le premier long métrage d'André Delvaux est volontiers présenté comme le « film fondateur du cinéma belge moderne », un point de rupture un peu à la manière des films pionniers de la Nouvelle vague française au tournant des années 1960.
Au moment de sa première apparition à la télévision fin 1965, la critique nationale se montre pourtant sceptique, voire réticente. La Libre Belgique lui trouvera par la suite des qualités relatives : « Si L'Homme au crâne rasé n'est pas pour nous un chef-d'œuvre, ni même, ainsi que nous le verrons, une réussite au sens fort du terme, ce n'en est pas moins une création nettement hors du commun ; nous le rangerons sans hésiter parmi les dix films à voir absolument sur les deux ou trois cents fabrications qui inondent, chaque année, le marché mondial. De combien de longs métrages belges peut-on dire autant ? D'aucun à notre connaissance… ». Il est vrai qu'à cette période, le cinéma belge ne se renouvelait guère, en dehors du documentaire et du cinéma d'animation, et ce film si différent semble avoir d'abord déconcerté.
L'accueil est nettement meilleur à l'étranger, et notamment en France, où le Nouvel Observateur, sous la plume de Michel Cournot, le classe parmi les chefs-d'œuvre, allant jusqu'à évoquer Citizen Kane.
Selon la Cinémathèque royale de Belgique, il s'agit d'« un fascinant mélange de raison et de fantasme d'une rare maturité esthétique, pour une première œuvre signant l'avènement d'un auteur et un renouveau du cinéma belge. »
En 1968, André Delvaux réalise Un soir, un train, également adapté d'une œuvre de Johan Daisne.

## Fiche technique
- Titre : L’Homme au crâne rasé
- Titre original : De man die zijn haar kort liet knippen
- Réalisation : André Delvaux
- Scénario : André Delvaux et Anna de Pagter, d’après le roman de l'écrivain flamand Johan Daisne, L'Homme au crâne rasé paru en 1948
- Assistant réalisateur : Pierre Grunstein
- Directeur de la photographie : Ghislain Cloquet
- Musique : Frédéric Devreese
- Montage : Suzanne Baron, R. Delferrière
- Décors : Jean-Claude Maes
- Son : Antoine Bonfanti, Jo de Vogel
- Production : BRT (Bruxelles), Ministère de l’Éducation nationale et de la Culture
- Pays de production :  Belgique
- Langue d’origine : néerlandais
- Format : noir et blanc ; 35 mm
- Genre : drame
- Durée : 98 minutes
- Première diffusion télévisée : fin 1965
- Sortie en salles : 1966

## Distribution
- Senne Rouffaer : Govert Miereveld, un jeune avocat de province
- Beata Tyszkiewicz : Eufrazia Veerman dite Fran, une élève
- Hector Camerlynck : le professeur Mato
- Hilde Uitterlinden : Beps
- Annemarie Van Dijk : Corra
- Hilda Van Roose : mademoiselle Freken
- François Beukelaers : un patient
- Arlette Emmery : une élève
- Paul s'Jongers : l’assistant du professeur Mato
- Luc Philips : l’échevin
- François Bernard : le juge Brantink
- Vic Moeremans : le directeur
- Maurits Goossens : le recteur
- Dora van der Groen : la doublure voix de Beata Tyszkiewicz
- Yvonne Lex : la doublure de Beata Tyszkiewicz pour le chant